# شهرستان می‌سی‌سی‌پی (آرکانزاس)
شهرستان می‌سی‌سی‌پی، آرکانزاس (به انگلیسی: Mississippi County, Arkansas) شهرستانی در ایالات متحده آمریکا است که در آرکانزاس واقع شده‌است.

## خصوصیات
شهرستان می‌سی‌سی‌پی ۲٬۳۸۲٫۸ کیلومترمربع مساحت دارد.